# Acordos Tito-Šubašić
Os Acordos Tito–Šubašić (em servo-croata:  sporazumi Tito-Šubašić) são o resultado de uma série de negociações conduzidas pelo líder dos Partidários Iugoslavos, Josip Broz Tito, e pelo primeiro-ministro do governo iugoslavo no exílio, Ivan Šubašić, na segunda metade de 1944 e início de 1945. Os acordos foram concebidos para criar um governo de coligação na Iugoslávia pós-Segunda Guerra Mundial, que seria composto por representantes do Comité Nacional para a Libertação da Iugoslávia e do governo no exílio.
As negociações e os acordos resultantes foram apoiados e promovidos pelos Aliados da Segunda Guerra Mundial, especialmente pelo Reino Unido . Os britânicos viram o processo como uma oportunidade para influenciar a formação do regime pós-guerra na Iugoslávia, que de outra forma seria deixado inteiramente a Tito e, presumivelmente, ao Partido Comunista da Iugoslávia, que havia liderado a resistência partidária durante a ocupação do país pelo Eixo. Tito viu o processo como uma oportunidade para obter o reconhecimento diplomático internacional do seu poder.
O Acordo Vis (em servo-croata:  Viški sporazum) foi o documento inicial do processo; foi concluído na ilha de Vis em junho de 1944. O acordo central da série foi rubricado em 1 de novembro de 1944 em Belgrado, mas a sua implementação foi atrasada pela necessidade de resolver uma disputa - entre Tito, Šubašić, e o rei Pedro II da Iugoslávia - relativamente às nomeações para um conselho de regência. O processo foi concluído em 7 de março de 1945 com o estabelecimento do Governo Provisório da Iugoslávia Federal Democrática. Tito tornou-se assim o primeiro-ministro da Iugoslávia.

## Contexto

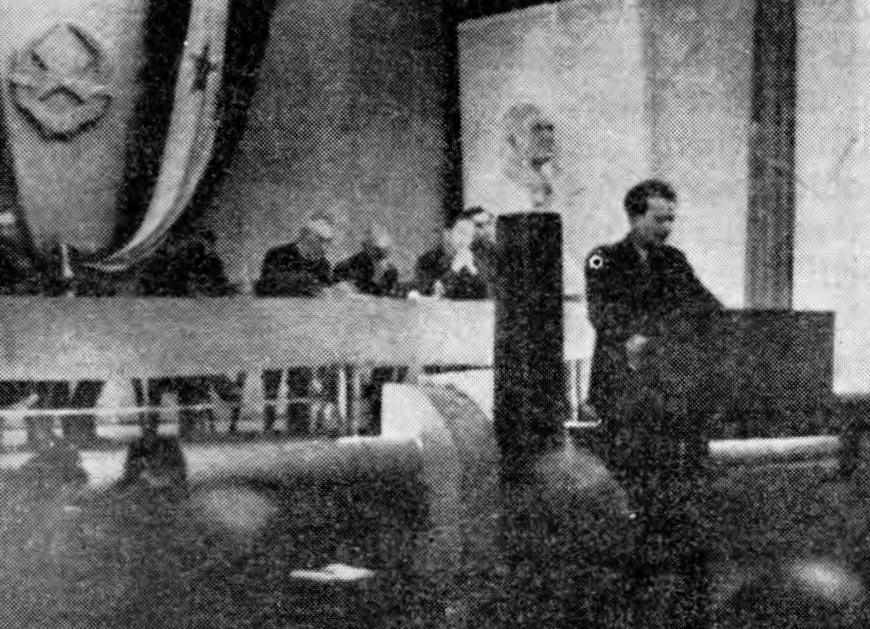
As decisões do Conselho Antifascista para a Libertação Nacional da Iugoslávia, reunido em Jajce em 1943 (foto), foram confirmadas através dos Acordos Tito-Šubašić.

Em abril de 1941, as potências do Eixo invadiram e logo ocuparam a Iugoslávia. Quando uma derrota iugoslava parecia iminente, o Partido Comunista da Iugoslávia (Komunistička partija Jugoslavije, KPJ) instruiu seus 8.000 membros a estocar armas em antecipação à resistência armada.  No final de 1941, a resistência armada tinha-se espalhado por todas as áreas do país, exceto pela Macedônia.  Com base na sua experiência com operações clandestinas em todo o país, o KPJ procedeu à organização dos Partidários Iugoslavos,  como combatentes da resistência, liderados por Josip Broz Tito .  O KPJ avaliou que a invasão alemã da União Soviética criou condições favoráveis para uma revolta. Em 27 de junho de 1941, em resposta, o Politburo do KPJ fundou o Quartel-General Supremo do Exército de Libertação Nacional da Iugoslávia, com Tito como comandante-chefe. 
De 26 a 27 de Novembro,  uma assembleia pan-iugoslava – o Conselho Antifascista para a Libertação Nacional da Jugoslávia (Antifašističko vijeće narodnog oslobođenja Jugoslavije, AVNOJ) – foi criada por instigação de Tito e do KPJ.  O AVNOJ declarou-se o futuro parlamento de um novo estado iugoslavo, afirmou o seu compromisso com a formação de uma federação democrática, negou autoridade ao governo iugoslavo no exílio e proibiu o rei Pedro II da Iugoslávia de retornar ao país.  Além disso, o Comitê Nacional para a Libertação da Iugoslávia (Nacionalni komitet oslobođenja Jugoslavije, NKOJ) foi estabelecido e confirmado pelo AVNOJ como um órgão executivo totalmente iugoslavo. 
Em 3 de junho, Tito foi evacuado para Bari, depois que seu quartel-general em Drvar foi invadido em consequência de um pouso aéreo alemão no final de maio de 1944. Pouco depois, foi transportado pelo destróier HMS Blackmore para a ilha de Vis. Em 9 de junho, as missões britânicas e soviéticas foram estabelecidas na ilha. 

## Acordo de Vis

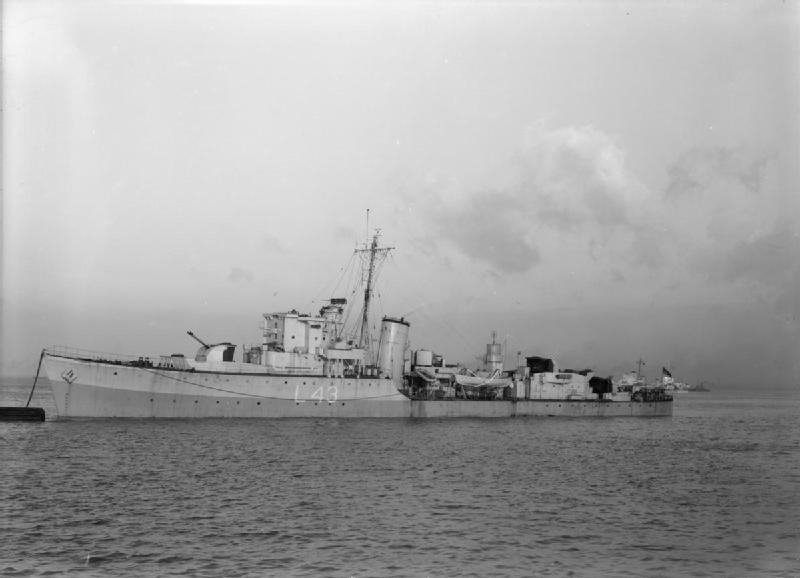
O HMS Blackmore transportou Tito para Vis para se encontrar com Šubašić.

Em 12 de abril de 1944, o primeiro-ministro britânico Winston Churchill começou a pressionar Pedro II para nomear um ex- governador da Banovina da Croácia, Ivan Šubašić, para o cargo de primeiro-ministro do governo no exílio. Pedro II concordou em 1º de junho e Šubašić aceitou o cargo, retornando dos Estados Unidos, onde vivia desde 1941. Šubašić encontrou-se com Tito na Ilha de Vis duas semanas depois.  Da mesma forma, Churchill enviou uma carta a Tito antes da reunião, afirmando a importância que o governo britânico atribuía a um futuro acordo entre ele e o governo no exílio. 
A reunião produziu o Acordo de Vis, que declarava que era vontade dos signatários formar um governo de coalizão, mas que o sistema de governo na Iugoslávia só seria decidido quando a guerra terminasse. Além disso, Šubašić aceitou as decisões tomadas pelo AVNOJ em novembro de 1943 e reconheceu a legitimidade dos órgãos criados pelo AVNOJ.  A questão de manter ou abolir a monarquia iugoslava foi deixada para depois da guerra.  O acordo foi assinado em 16 de junho. Na altura, Tito disse que estava principalmente preocupado com a libertação do país – e afirmou que o estabelecimento de um regime comunista não era um objectivo importante. 

## Conferência de Nápoles e voo para Moscou

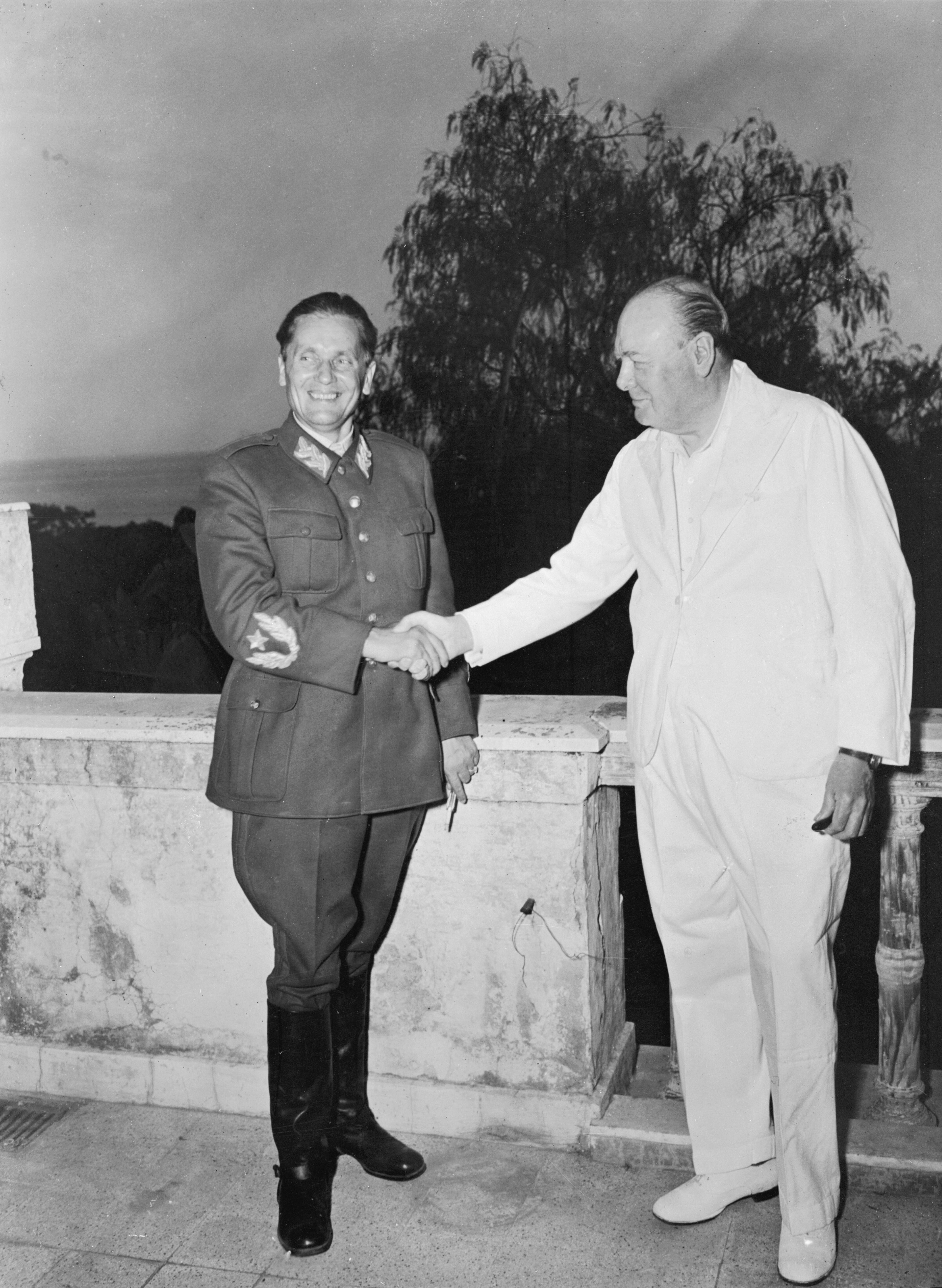
Winston Churchill encontrou-se com Tito em Nápoles em 1944.

Churchill considerou que Tito não estava fazendo o suficiente em troca do apoio britânico, citando particularmente a proteção britânica da ilha iugoslava de Vis. Seu descontentamento foi ecoado pelo Ministério das Relações Exteriores britânico. A situação levou a um encontro entre Churchill e Tito em Nápoles, em 12 de agosto. Lá, Churchill apresentou a Tito um pedido britânico para que Tito renunciasse publicamente a qualquer possibilidade de recorrer à força armada para influenciar a adoção de um sistema político na Iugoslávia do pós-guerra. Churchill também queria que Tito declarasse que não pretendia estabelecer um regime comunista após a guerra. Tito evitou essas questões na reunião. 
Um mês depois, em 12 de setembro, Pedro II transmitiu uma proclamação que apelava à unidade nacional e à lealdade a Tito.  Em 18 de setembro, Tito reuniu-se com o líder soviético Josef Stalin em Moscou e garantiu a promessa de ajuda do Exército Vermelho na próxima Ofensiva de Belgrado, bem como a sua partida pouco depois. Mais significativamente, a reunião significou o reconhecimento soviético da autoridade de Tito na Iugoslávia. Os britânicos perceberam que as forças soviéticas entrariam na Iugoslávia, o que limitaria a influência britânica. Durante a Quarta Conferência de Moscou, numa tentativa de mitigação, Churchill procurou limitar a influência soviética na Iugoslávia através do Acordo de Percentagens. 

## Acordo de Belgrado

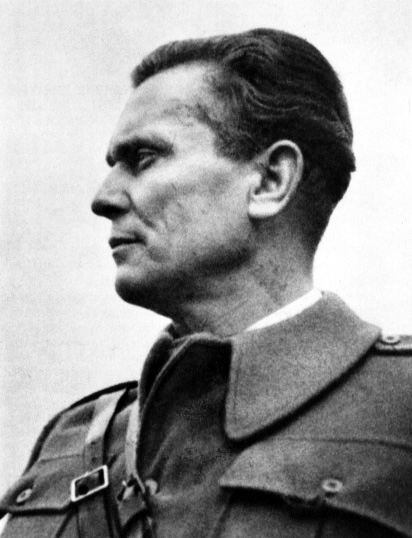
Josip Broz Tito obteve o reconhecimento do seu governo na Iugoslávia através dos seus acordos com Ivan Šubašić.

Pouco depois, Šubašić regressou à Iugoslávia, chegando ao quartel-general de Tito em Vršac em 23 de outubro de 1944. Quando os dois estavam programados para retomar as conversações sobre o governo pós-guerra, ambos receberam uma mensagem conjunta dos ministros dos Negócios Estrangeiros britânico e soviético – Anthony Eden e Vyacheslav Molotov – expressando esperança de que as conversações resultariam no estabelecimento de um governo de coligação.  Tito e Šubašić retomaram as negociações em 28 de outubro. Em 1 de Novembro, os chefes das missões britânicas e soviéticas foram convidados a assistir à rubrica do projecto de acordo como testemunhas. 
No novo acordo, as partes definiram um plano detalhado para um governo de coligação, tal como previsto em Vis no início desse ano. O acordo especificou inicialmente que o novo governo teria 18 membros – 12 oriundos das fileiras do NKOJ e 6 do governo no exílio. Tito seria o primeiro-ministro, enquanto Šubašić seria seu vice e ministro das Relações Exteriores.  O novo governo convocaria eleições para decidir o sistema de governação do país. Entretanto, a Jugoslávia teoricamente permaneceria uma monarquia. Pedro II seria o chefe titular do país, mas permaneceria no exterior. Em seu lugar, o acordo previa um conselho de três regentes para representar o rei na Iugoslávia, embora também tenha sido decidido que o acordo só seria assinado com a aprovação do rei. 
Dado que a posição de Tito era apoiada por uma força partidária substancial no país, e Šubašić não tinha esse poder para pressionar por uma agenda diferente, a regência é interpretada como uma concessão de Tito ao governo no exílio, destinada a promover a boa vontade entre os Aliados Ocidentais.  O acordo também determinava que, uma vez terminada a guerra, o novo governo emitiria uma declaração de apoio às liberdades democráticas e às liberdades pessoais, incluindo a livre prática da religião e uma imprensa livre. No entanto, Tito começou a mudar publicamente sua posição em janeiro de 1945. 
Diplomatas britânicos apontaram que o governo proposto teria na verdade 28 membros votantes (com mais 10 provenientes do NKOJ) e que metade do contingente de Šubašić no novo governo apoiava Tito - dando a Tito uma vantagem de 25 para 3. Além disso, Šubašić foi a Moscoi em 20 de novembro para procurar o apoio de Estaline para o acordo antes de regressar a Londres. Este curso de ação levou Pedro II a considerar a demissão de Šubašić, e apenas a intervenção de Churchill o dissuadiu. 
Em 7 de dezembro, Tito e Šubašić assinaram dois acordos adicionais que tratam da eleição de uma assembleia constituinte, da disposição dos bens de Pedro II e do conselho regencial. Numa reunião realizada naquele dia, o chefe da missão britânica na Iugoslávia, Fitzroy Maclean, disse a Tito que os britânicos só considerariam o reconhecimento diplomático da sua autoridade se ele e Šubašić formassem com sucesso um governo de coligação. 

## Disputa de regência

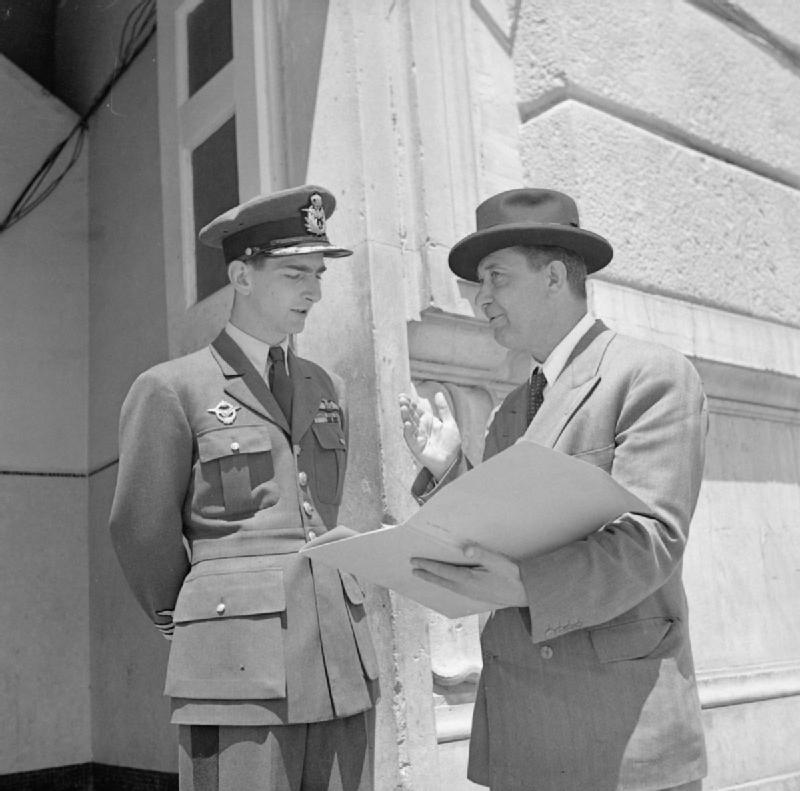
Pedro II da Iugoslávia (à esquerda) e o primeiro-ministro do governo iugoslavo no exílio, Ivan Šubašić, entraram em confronto sobre a composição do conselho regencial previsto pelos Acordos Tito-Šubašić.

Numa reunião com Churchill e Eden em 21 de dezembro,  e nas suas cartas ao primeiro-ministro britânico de 29 de dezembro de 1944 e 4 de janeiro de 1945, Pedro II rejeitou a proposta de regência como inconstitucional. No entanto, Churchill pressionou o rei a aceitar todas as decisões do futuro governo iugoslavo em relação à regência. Independentemente disso, em 11 de janeiro, o rei objetou formalmente que a regência e o AVNOJ tivessem poderes legislativos e rejeitou o Acordo Tito-Šubašić. Em 22 de janeiro, o rei demitiu Šubašić por ter concluído o acordo sem consultá-lo sobre o assunto. 
Em resposta, os britânicos procuraram e receberam o apoio dos Estados Unidos para Šubašić prosseguir, apesar das objecções do rei, com a implementação do acordo com Tito, que foi informado e aceitou tal procedimento. Os britânicos podem ter sido motivados pelo medo de que a URSS pudesse reconhecer unilateralmente o NKOJ como o governo jugoslavo.  No período de 25 a 29 de janeiro, Pedro II retirou sua demissão de Šubašić depois de negociar com ele e concordar que o governo no exílio renunciaria e Šubašić seria renomeado com a tarefa de promover as opiniões do rei sobre o seu direito de nomear a regência. 
Como o governo liderado por Šubašić estava programado para retornar a Belgrado em 7 de fevereiro, o rei propôs uma regência composta pelo general do exército e ex-primeiro-ministro Dušan Simović, Juraj Šutej (um croata no governo de Šubašić) e  Dušan Sernec. (um membro esloveno do NKOJ). Em 5 de fevereiro, Tito recusou-se a aceitar Šutej e propôs Ante Mandić (um membro croata do AVNOJ). No dia seguinte, Šubašić opôs-se à nomeação de Simović, citando a sua decisão de se render às potências do Eixo em 1941 sem consultar outros ministros do governo. Em vez disso, propôs nomear Sreten Vukosavljević, que foi membro do seu governo no período posterior ao Acordo de Vis. A disputa levou a um atraso na realocação do governo. 
O acordo Tito–Šubašić foi discutido e apoiado na Conferência de Ialta, que emitiu um comunicado pedindo a implementação do acordo, expansão do AVNOJ para incluir membros do antigo parlamento iugoslavo que não colaboraram com as potências do Eixo, e apresentação de atos de o AVNOJ à ratificação por uma assembleia constituinte eleita.  O comunicado de Yalta foi transmitido a Tito por Maclean, e Tito o aceitou integralmente. Pedro II e Šubašić aceitaram o comunicado em 12 de fevereiro. O rei substituiu a nomeação de Vukosavljević para a regência de Simović pela de Milan Grol, embora persistisse em nomear Šutej para o conselho. Tito rejeitou ambas as nomeações. 
Em 26 de fevereiro, Tito e Šubašić concluíram um novo acordo especificando Srnec e Mandić como membros eslovenos e croatas do conselho regencial e fornecendo uma lista de quatro potenciais membros sérvios da regência para o rei escolher. O rei foi informado que tinha até ao final da semana para cumprir, caso contrário o seu consentimento seria presumido. Pedro II obedeceu e selecionou Srđan Budisavljević (um ex-ministro do governo no exílio). O rei apresentou a sua decisão ao presidente da AVNOJ, Ivan Ribar, em Londres, no dia 3 de março. O governo Šubašić renunciou três dias depois. O conselho de regência, em seu único ato oficial, nomeou então um governo provisório de 28 membros da Iugoslávia em 7 de março, em conformidade com o Acordo Tito-Šubašić 

## Consequências

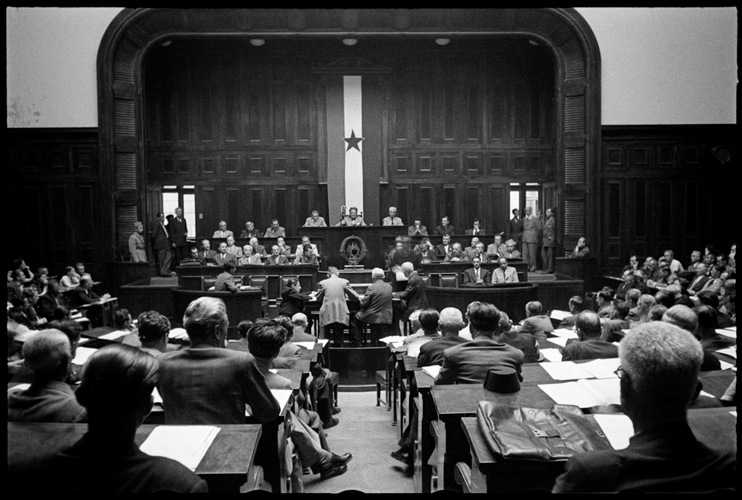
A terceira sessão do AVNOJ em 1945 incluiu alguns membros do Parlamento Iugoslavo antes da guerra.

Em reconhecimento ao novo governo jugoslavo, embaixadores britânicos, soviéticos e norte-americanos foram destacados para Belgrado na segunda quinzena de março.  Inicialmente, o novo governo optou por proclamar o seu antifascismo, a "irmandade e unidade" das nações que vivem na Jugoslávia e os valores humanísticos gerais. No entanto, à medida que as eleições marcadas para o Outono de 1945 se aproximavam, os comunistas foram gradualmente nomeados para cargos-chave e os direitos e liberdades civis foram cada vez mais restringidos. Além disso, foi introduzida legislação para processar inimigos reais e supostos do povo e do Estado. 
Por um lado, o governo no exílio e Šubašić pretendiam limitar o controlo comunista sobre o governo da Jugoslávia do pós-guerra através dos acordos com Tito, possivelmente com assistência britânica. Por outro lado, Tito procurou utilizar os acordos para aumentar a legitimidade da sua reivindicação ao poder, associando-se ao governo no exílio e à formação de uma ampla coligação governamental. O governo provisório estabelecido em março de 1945 incluía Tito como primeiro-ministro e Šubašić como ministro das Relações Exteriores, este último como um dos onze ministros do governo não-comunista.  No entanto, apenas seis dos onze eram anteriormente membros do governo no exílio. Desses seis, apenas três não eram apoiantes ou não estavam afiliados aos Partidários – Šubašić, Šutej e Grol, todos os quais renunciaram aos seus cargos dentro de meses – Grol em Agosto e os outros em Outubro. 